# Ferge János
Ferge János (1760 körül – Nyírpazony, 1835 után) református lelkész.

## Élete
Tanulmányait Sárospatakon végezte, ezután 1796-tól Nyírpazonyban volt református lelkész, egyben Szabolcs-Szatmár megye esperesi tisztét is betöltötte. 1835-ben vonult nyugalomba, utána nem sokkal hunyt el.

## Munkái
- Penitencziális uj énekek. Sárospatak, 1809.
- Temetéskor és más környülállásokban használható új énekek (2 drb.). Sárospatak, 1814.
- Két heti köznapokra való reggeli és estvéli közönséges könyörgések. Sárospatak, 1818. (Harmadik hetivel bővítve kiadta 1838-ban Zsarnay Lajos.)